# (7753) 1988 XB
(7753) 1988 XB est un astéroïde Apollon découvert le 5 décembre 1988 par l'astronome japonais Yoshiaki Ōshima. Il est classé comme potentiellement dangereux.

## Historique
Le lieu de découverte, par l'astronome japonais Yoshiaki Ōshima, est l'observatoire Gekko.

## Caractéristiques
Sa distance minimale d'intersection de l'orbite terrestre est de 0,006 625 ua.